# Movelier
Movelier ist eine politische Gemeinde im Distrikt Delémont des Kantons Jura in der Schweiz. Deutsch Moderswiler, in den deutschsprechenden Nachbardörfern mundartlich Moderschwill.

## Geographie
Movelier liegt auf 690 m ü. M., 5 km nordnordwestlich des Kantonshauptorts Delémont (Luftlinie). Das ehemalige Strassenzeilendorf liegt in einer Hochmulde in der Hügellandschaft des nördlichen Juras, nahe der Grenze zu Frankreich.
Die Fläche des 8,01 km² grossen Gemeindegebiets umfasst die Mulde, in der sich die Siedlung befindet. Im Norden reicht das Gebiet auf den Hügelzug der Haute Aibaiteuse (858 m ü. M.), der im Westen vom Bavelier-Tal, im Osten vom Tal des Bösebachs begrenzt wird. Die westliche Abgrenzung bildet die Höhe des Toré (835 m ü. M.). Den Südteil der Gemeindefläche nimmt das eingeschnittene Tal Combe de Movelier ein, das auf seiner Südseite vom Grat des Ordon flankiert wird. Im Osten erstreckt sich Movelier in die Waldgebiete von La Joux (800 m ü. M.) und Hasenschel, der mit 870 m ü. M. den höchsten Punkt der Gemeinde darstellt. Der südliche Teil des Gemeindegebiets wird zur Birs, der nördliche zunächst zur Lucelle (deutsch Lützel, ein linker Nebenfluss der Birs) entwässert. Von der Gemeindefläche entfielen 1997 4 % auf Siedlungen, 50 % auf Wald und Gehölze und 46 % auf Landwirtschaft.
Zu Movelier gehören mehrere Einzelhöfe. Nachbargemeinden von Movelier sind Soyhières, Mettembert, Pleigne und Ederswiler im Kanton Jura sowie Roggenburg im Kanton Basel-Landschaft.

## Bevölkerung
Mit 420 Einwohnern (Stand 31. Dezember 2023) gehört Movelier zu den kleineren Gemeinden des Kantons Jura. Von den Bewohnern sind 76,4 % französischsprachig und 22,8 % deutschsprachig (Stand 2000). Die Bevölkerungszahl von Movelier belief sich 1850 auf 386 Einwohner, 1900 noch auf 272 Einwohner. Im Verlauf des 20. Jahrhunderts wurde insgesamt wieder ein deutliches Wachstum der Einwohnerzahl registriert, sodass der Ort Ende 2009, wieder wie anno 1850, 386 Personen zählt.

## Wirtschaft
Die Gemeinde ist noch landwirtschaftlich geprägt, hat sich aber in den letzten Jahrzehnten auch zum Wohndorf entwickelt. Es gibt nur wenige Arbeitsplätze ausserhalb des landwirtschaftlichen Sektors im Dorf. Viele Erwerbstätige (ungefähr 50 %) sind deshalb Wegpendler und arbeiten vor allem in der Region Delémont.

## Verkehr
Movelier liegt abseits der grösseren Durchgangsstrassen; die Regionalstrasse, die durch den Ort führt, verbindet Delémont mit dem französischen Ferrette im Elsass. Das Dorf ist durch die Buslinie Delémont - Roggenburg an den öffentlichen Verkehr angeschlossen.

## Geschichte
Erste Erwähnung findet das Dorf 1188 als Moderswilre, das wahrscheinlich vom germanischen Personennamen Modhari abgeleitet ist. Movelier war eines der 13 freien Dörfer in der Herrschaft Delsberg. Die Gemeinde gehörte 1389 bis 1454 als Lehen den Grafen von Thierstein, danach kam sie an das Fürstbistum Basel. Ab dem 16. Jahrhundert war der grösste Teil des Gemeindegebiets im Besitz des Klosters Lucelle. Von 1793 bis 1815 gehörte Movelier zu Frankreich und war anfangs Teil des Département du Mont-Terrible, ab 1800 mit dem Département Haut-Rhin verbunden. Durch den Entscheid des Wiener Kongresses kam der Ort 1815 an den Kanton Bern und am 1. Januar 1979 an den neu gegründeten Kanton Jura. Beim Grossbrand vom 25. September 1865 wurden das Pfarrhaus und 12 weitere Häuser in Mitleidenschaft gezogen.

## Sehenswürdigkeiten

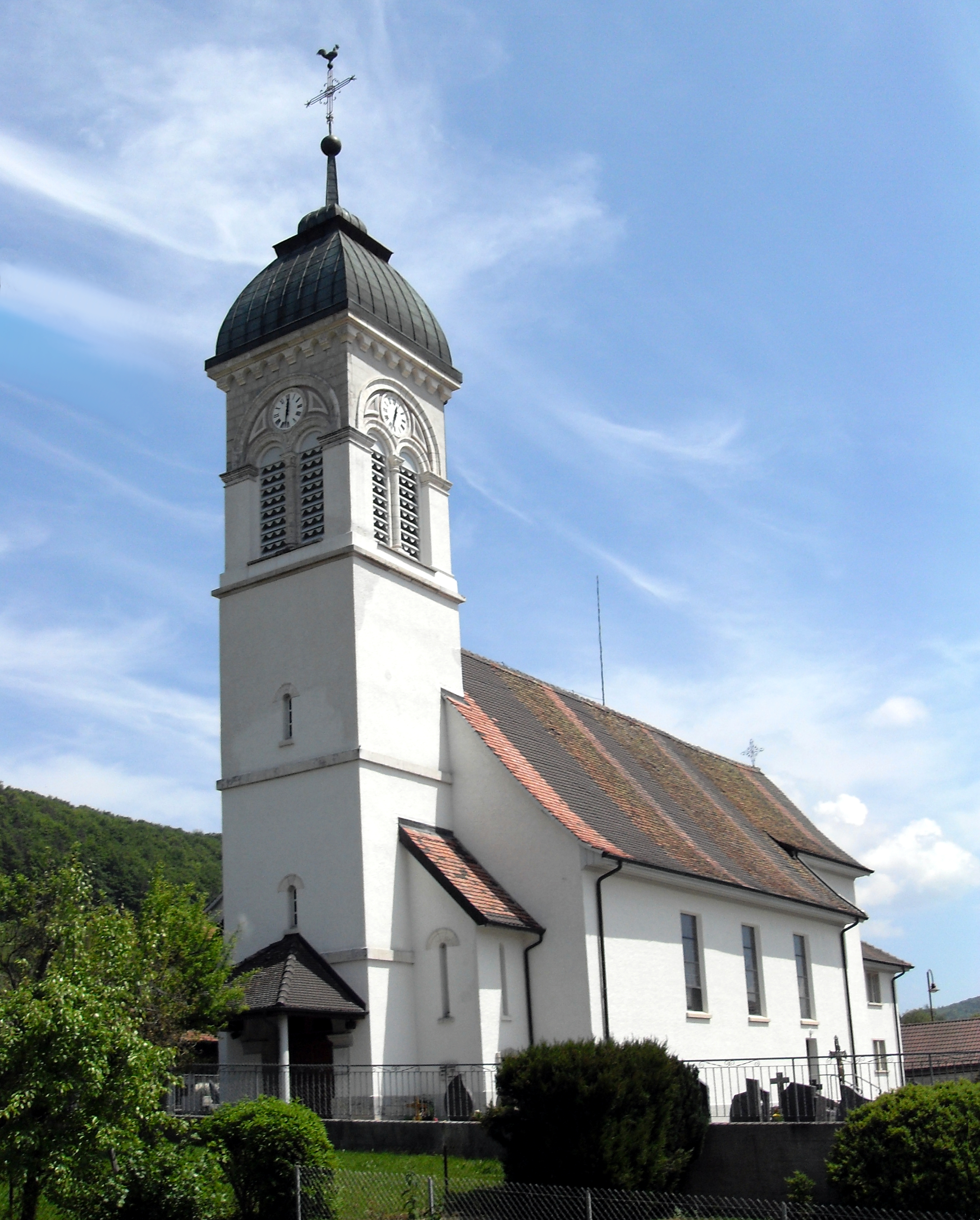
Pfarrkirche Movelier

Der ursprüngliche Bau der Pfarrkirche stammt von 1591. Im Jahr 1734 wurde die Kirche neu aufgebaut, 1899 sowie Ende des 20. Jahrhunderts renoviert; das Pfarrhaus wurde 1812 errichtet. Im Ortskern gibt es noch einige alte Bauernhäuser aus dem 17. bis 19. Jahrhundert.

## Bilder

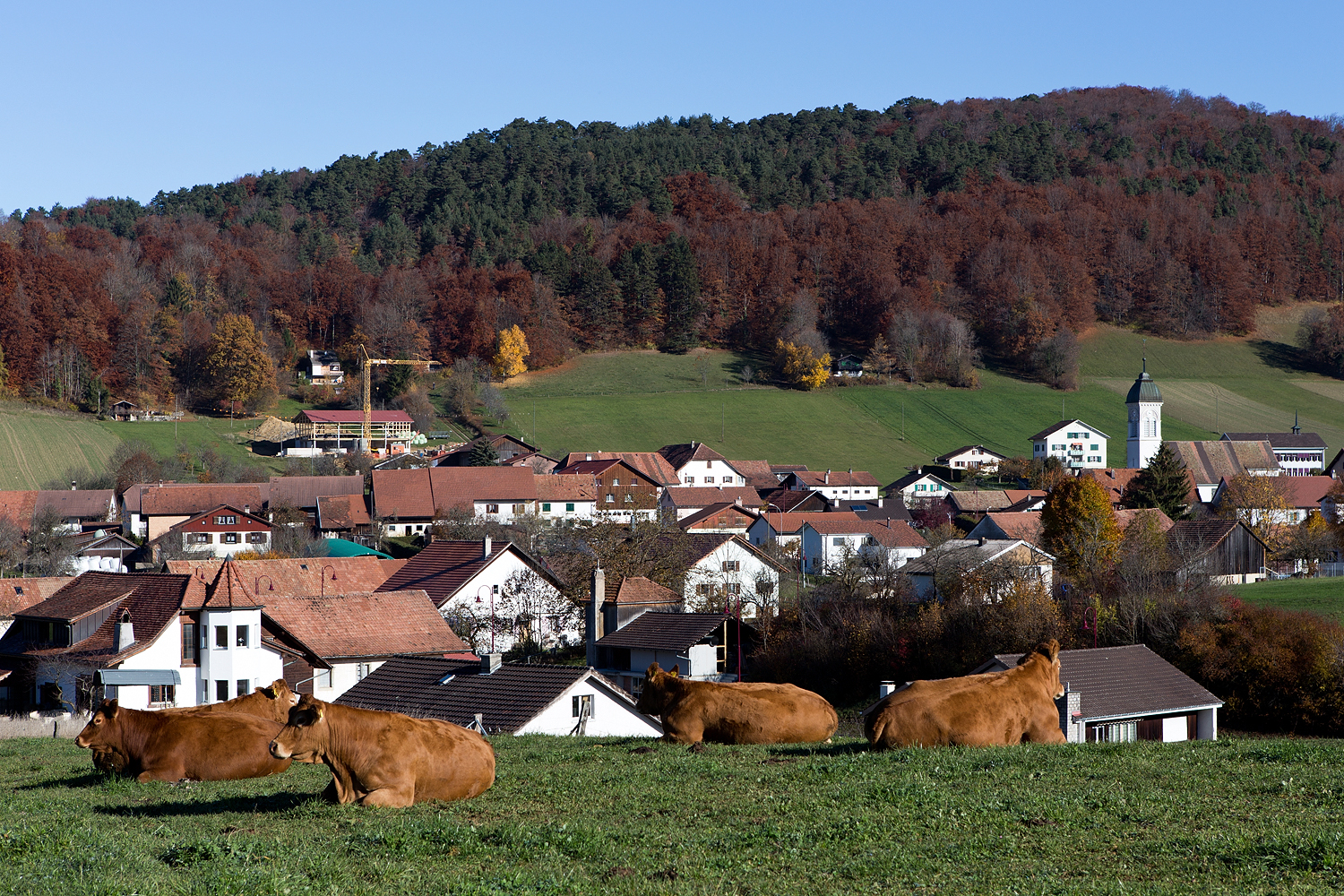
Movelier
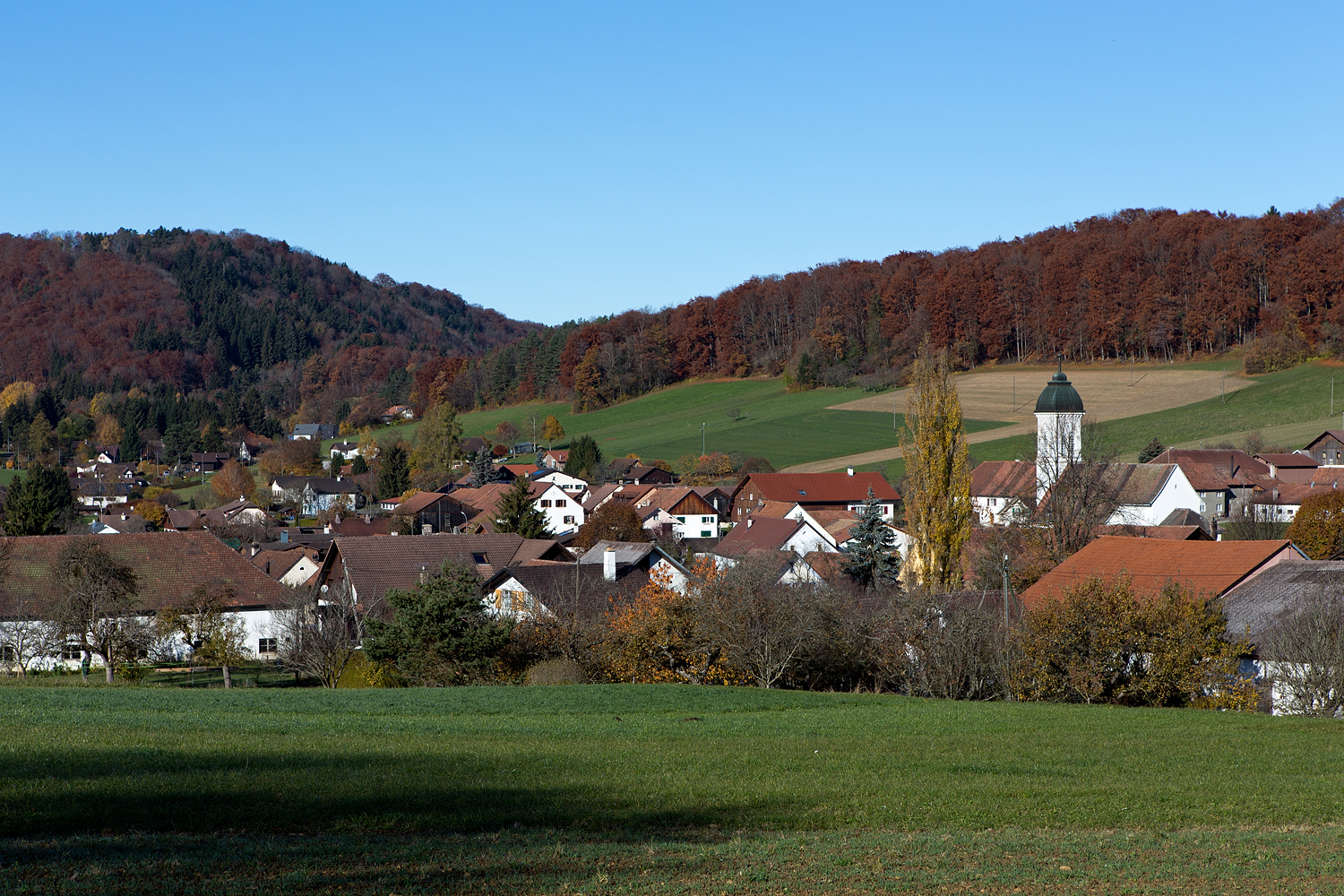
Movelier
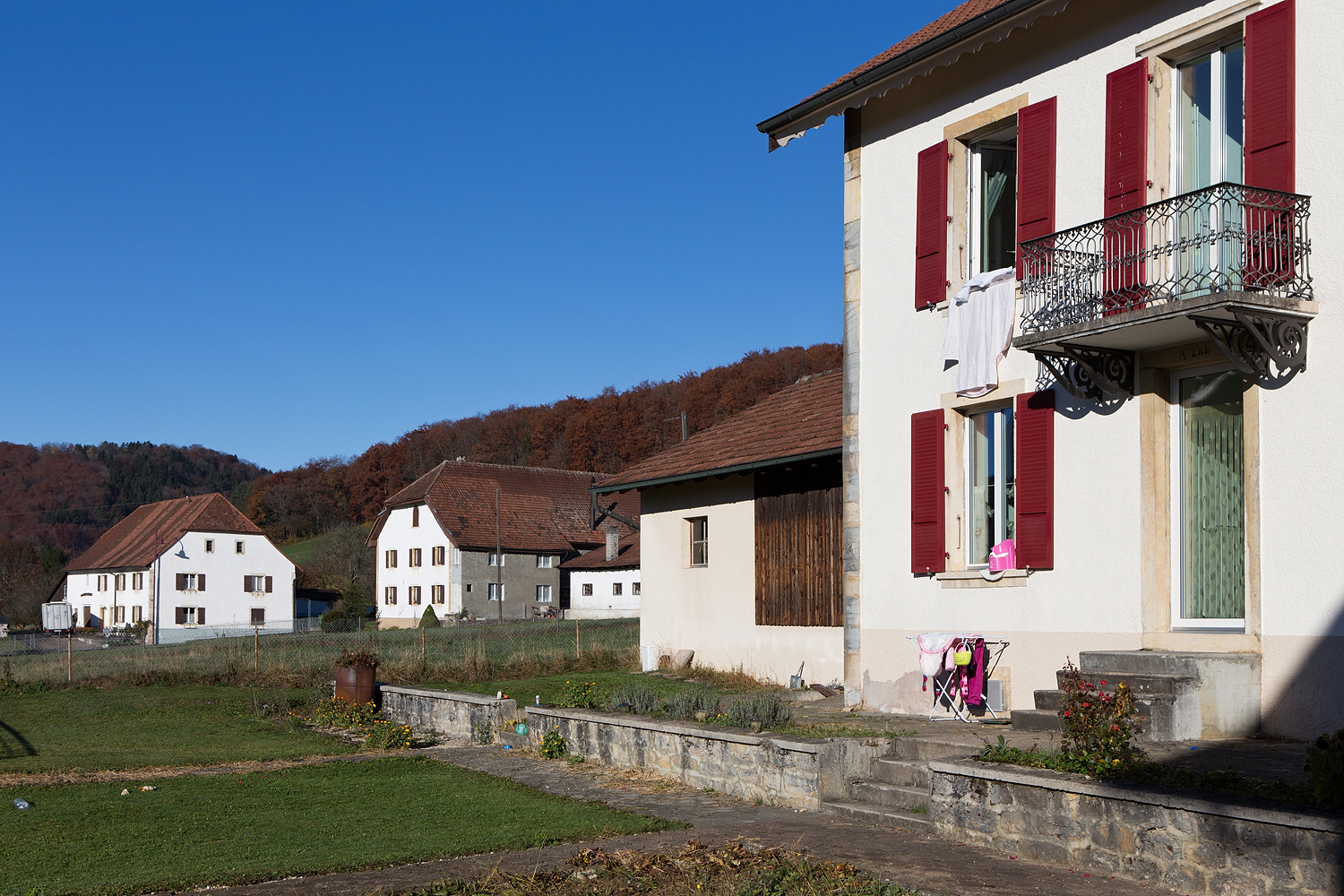
Chemin de la Grotte
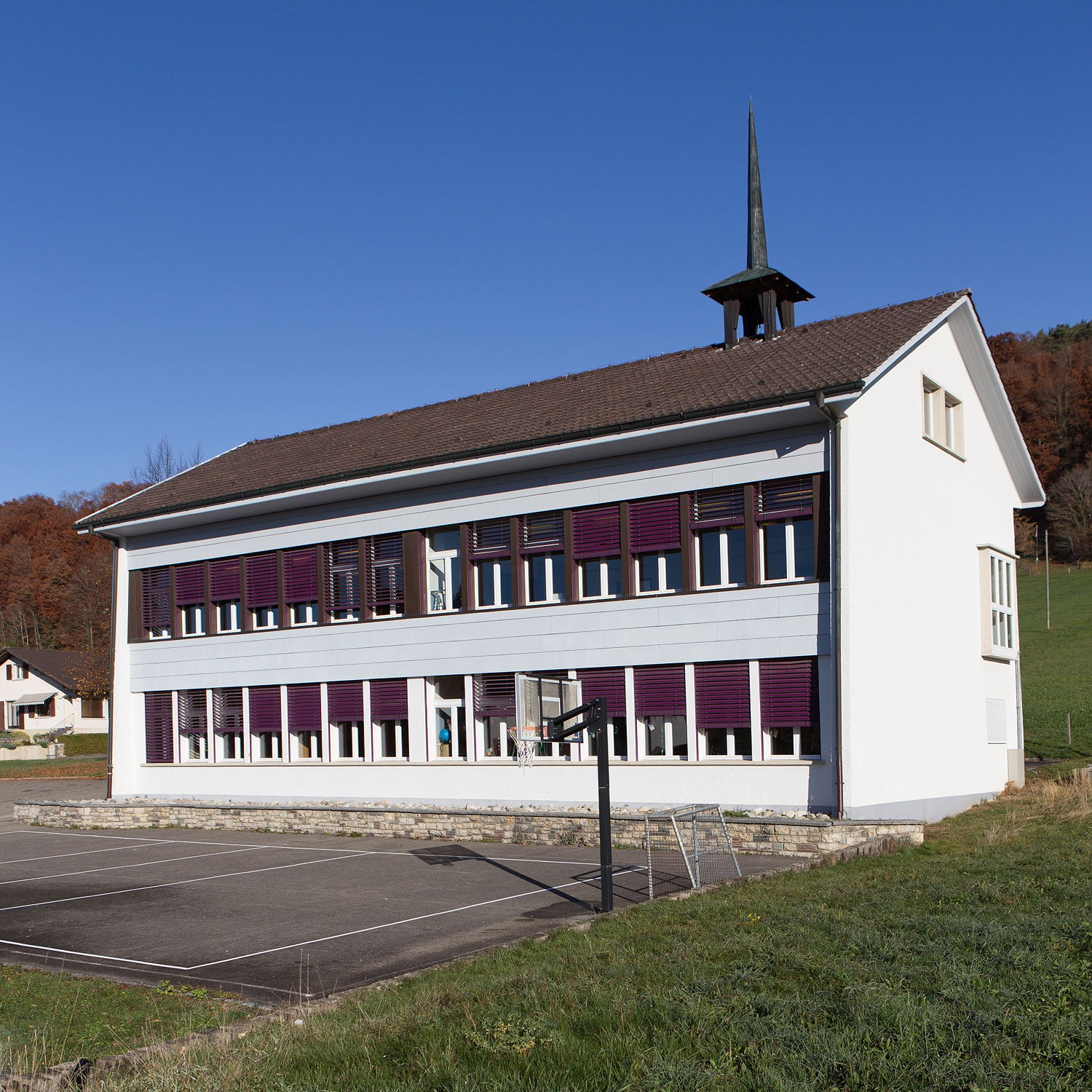
Primarschulhaus
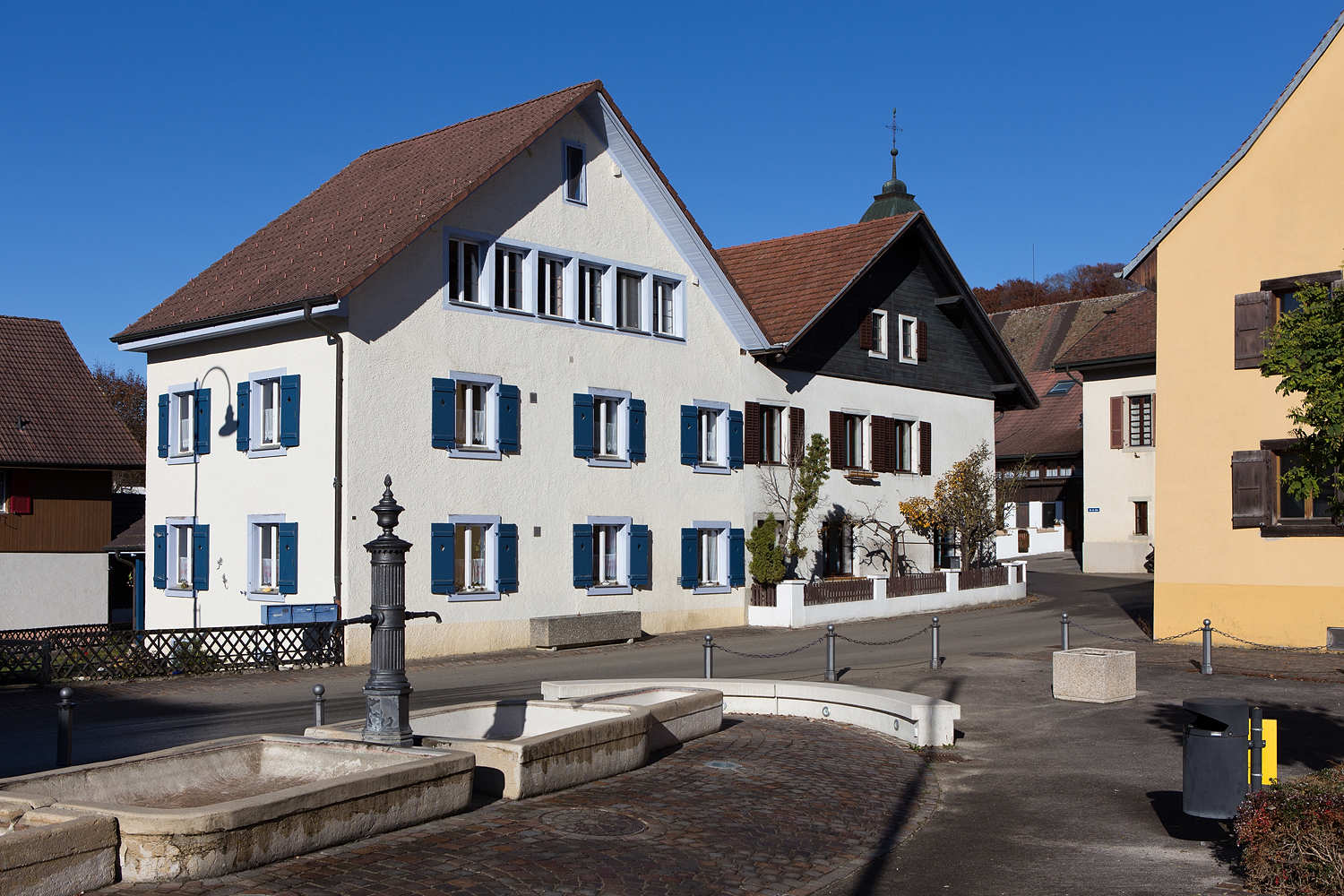
Zentrum mit Dorfbrunnen
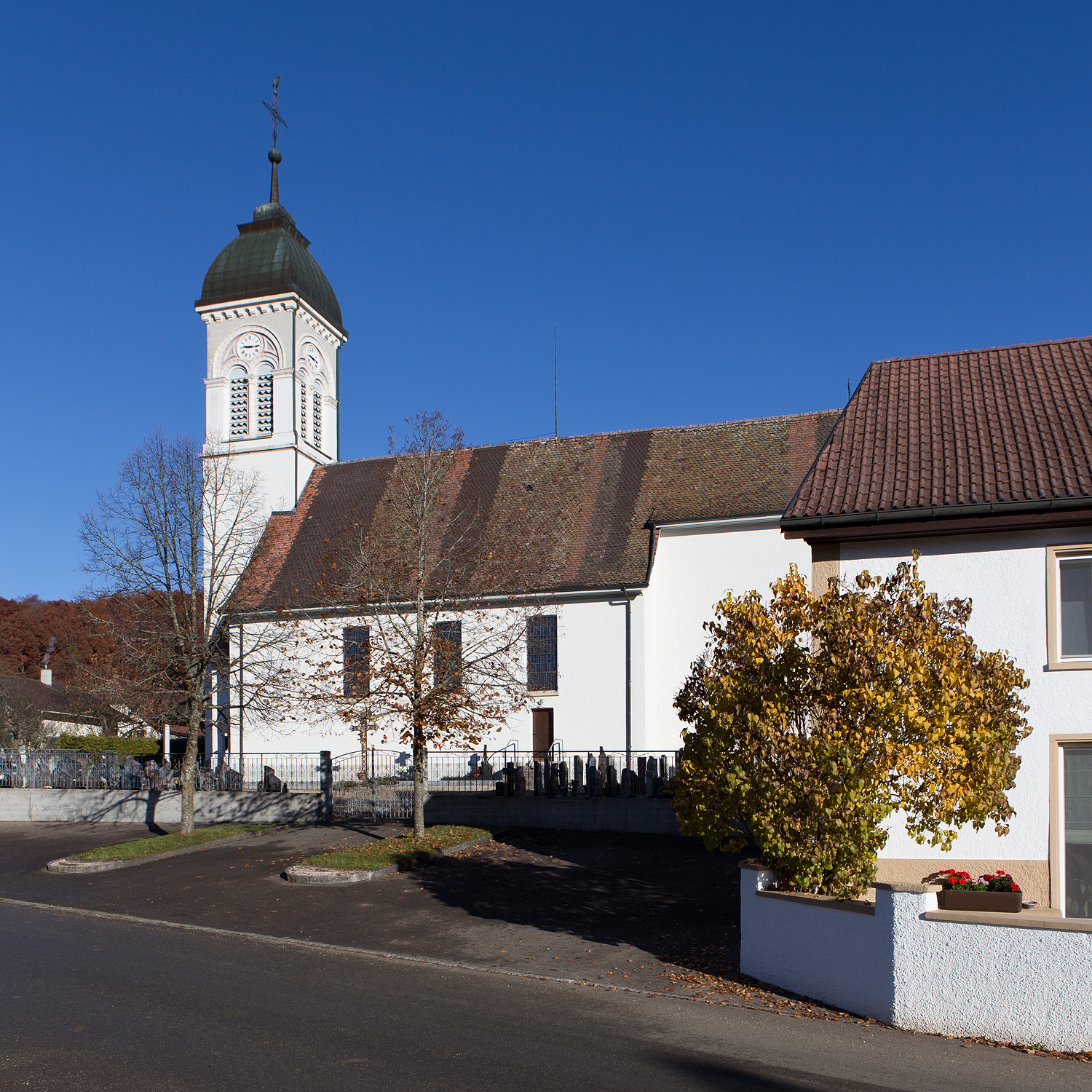
Kirche